# مری کلیر
مری کلیر (انگلیسی: Mary Clare؛ ۱۷ ژوئیهٔ ۱۸۹۲ – ۲۹ اوت ۱۹۷۰) هنرپیشه اهل کشور بریتانیا بود.

## قسمتی از فیلمشناسی
- دژ (۱۹۳۸)
- جوان و بی‌گناه (۱۹۳۷)
- خانم ناپدید می‌شود (۱۹۳۸)
- الیور توئیست (۱۹۴۸)
- مولن روژ (۱۹۵۲)